# 尚瑟夫赖讷
尚瑟夫赖讷（法語：Champsevraine，法語發音：[ʃɑ̃səvʁɛn]）是法国上马恩省的一个市镇，属于朗格勒区。

## 地理
尚瑟夫赖讷（47°44'49"N, 5°32'58"E）面积40.77 平方千米，位于法国大東部大區上马恩省，该省份为法国东北部内陆省份，北起马恩省和默兹省，西接奥布省，西南接科多尔省，东南接上索恩省，东临孚日省。
与尚瑟夫赖讷接壤的市镇（或旧市镇、城区）包括：法伊比约、热讷夫里耶尔、格勒南、莱洛日、普安松莱费、里维耶尔勒布瓦、鲁热、索勒、托尔瑟奈、贝尔蒙、绍德奈、库布朗。

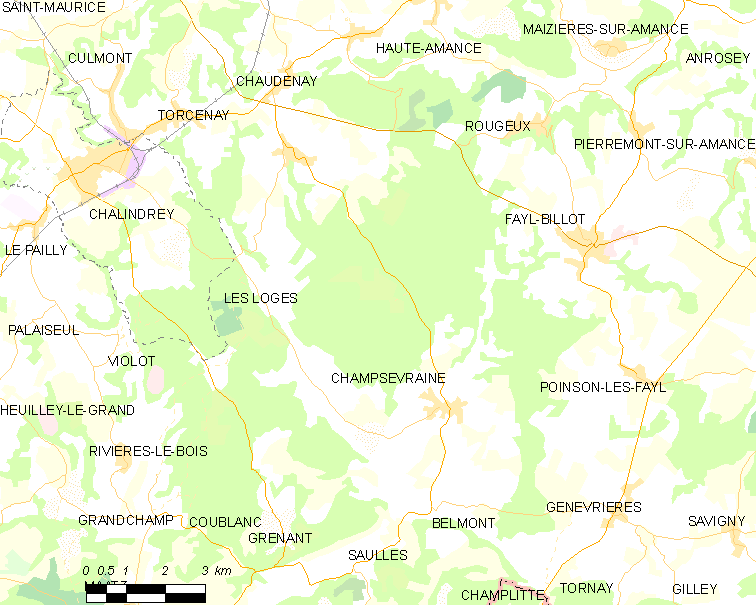
尚瑟夫赖讷的OSM定位图

尚瑟夫赖讷的时区为UTC+01:00、UTC+02:00（夏令时）。

## 行政
尚瑟夫赖讷的邮政编码为52500，INSEE市镇编码为52083。

## 政治
尚瑟夫赖讷所属的省级选区为沙兰德雷县。

## 人口

1962-2008年间尚瑟夫赖讷人口变化图示

尚瑟夫赖讷于2022年1月1日时的人口数量为721人。